# Frei Dolcino
Frei Dolcino (1250, Prato Sesia (Itália - 1º de junho de 1307 Vercelli - Itália) foi um Frade da Igreja Católica que, no século XIV teve suas ideias consideradas heréticas pela Santa Sé e condenado à morte pela Inquisição, juntamente com seus seguidores pregavam o retorno da Igreja à pobreza e à simplicidade. A comunhão dos bens e das mulheres, o fim da eucaristia, da adoração da cruz como símbolo divino e o fim da confissão também eram pregados pela irmandade. Dentre as doutrinas dos dolcinianos, a que mais chama atenção é a de assassinar os padres que não concordassem com eles. Seu grito de reconhecimento era o "PENITENZIAGITE", ou penitencia-te, para todo aquele que fosse seguidor das doutrinas de Dolcino. 
Perseguido pelas forças do Papa Clemente V, encastelou-se nos arredores de Novara, onde resistiu durante um ano, juntamente com sua companheira Margaret de Trento, até que as forças da Igreja finalmente puseram termo à irmandade. Dolcino e Margaret foram condenados e executados, mas apesar disso, seus ideais permaneceram vivos juntamente com alguns seguidores que secretamente escaparam do massacre de Novara.
Há também relatos de fontes duvidosas, que dizem que os dolcinianos além de fazerem voto de pobreza, roubavam dos ricos para distribuir aos pobres.

## Biografia
As fontes sobre a vida de Frei Dolcino são escassas e difusas, pelo que é difícil construir uma biografia exata. Algumas fontes referem-se ao seu nome verdadeiro como David Tornielli, mas existem dúvidas quanto a data e o lugar do seu nascimento.
Também existem dúvidas se ele realmente tornou-se frade fazendo votos em uma congregação de religiosos católicos, sendo mais provável que essa denominação decorra de sua participação, a partir de 1291, no movimento herético dos irmãos apostólicos, condenado pelo Papa Honório IV desde 1286, que era liderado por Gerardo Segarelli, que morreria queimado na fogueira em 18 de julho de 1300.
Após a morte de Gerardo, o movimento passou a ser liderado por Dolcino que tinha um grande poder oratória, razão pela qual conseguiu juntar um grupo de discípulos. Acredita-se que no auge chegou a contar com até 10.000 adeptos.
Dolcino, assim como São Francisco de Assis, pregava a pobreza, no entanto acreditava que a violência era um caminho viável para impor esta pobreza ao Clero da Igreja. Ele acusava todos os membros da Igreja Católica, inclusive, o Papa Bonifácio VIII de fugirem do ideal evangélico da pobreza como o caminho para a santidade, razão pela qual deveriam ser combatidos.
Também pregava contra a adoração da cruz, contra a intercessão dos santos e contra os sacramentos, como a ordenação, que seria desnecessária para a pregação; e a confissão, pois os pecados só seriam remidos na outra vida, mas não na vida terrena.
Sua pregação ocorreu, inicialmente, na região do Lago de Garda e posteriormente na região de Arco di Trento.
Em 1303, enquanto pregava nos arredores de Trento, conheceu a jovem Margherita Boninsegna, nativa de Cimego, que se tornaria sua companheira.
Após fazer pregações por diversas partes do norte da Itália, Dolcino e seus seguidores se instalaram entre Vercelli e Valsesia, onde as promessas de redenção dos dolcinianos foram bem recebidas entre os habitantes do vale.
Nesse contexto, após um breve retorno a Bréscia, em 1304, com o apoio armado oferecido por Matteo Visconti, decidiu ocupar militarmente Valsesia e transformá-la em uma espécie de território livre, onde criaria concretamente o tipo de comunidade teorizada em suas pregações. Seus seguidores estabeleceram na localidade chamada Parete Calva, localizada perto de Rassa.
Para eliminar essa comunidade, o Bispo Vercelli organizou uma cruzada, que também contou com o apoio de milícias da Novarese. Os dolcinianos resistiram por muito tempo, mas foram derrotados e capturados na Semana Santa de 1307. Dolcino foi executado publicamente em 1º de junho, depois de testemunhar a execução de sua companheira Margherita e seu principal auxiliar Longino, de Bérgamo.
Dolcino expôs sua doutrina em uma série de cartas endereçadas aos seus seguidores. Seus ensinamentos milenaristas eram inspirados em Joaquim de Fiore, portanto ele acreditava que estaria chegando um tempo final no qual a ordem e a paz seriam finalmente restauradas e as degenerações da Igreja seriam revertidas. Ele anunciava a aproximação do fim dos tempos e de um novo derramamento do Espírito sobre os apóstolos.

## Frei Dolcino na literatura e na dramaturgia
Dante recorda Frei Dolcino no Canto XXVIII da Divina Comédia.
Umberto Eco no seu livro "O Nome da Rosa" (adaptado em longa-metragem e série televisiva, tendo nos papéis principais respectivamente Sean Connery e John Turturro) também aborda os Dolcineus através dos personagens Remigio de Varagine, Frade Salvatore e Anna.

## O "mito" de Dolcino
Com a formação da nacionalidade Italiana no século XIX, Dolcino foi rebuscado como um herói em luta contra o poder temporal do Papa, um dos opositores à unificação Italiana.

## Ver Também
- Dolcinianos

## Obras biográficas
- Raniero Ornioli (cur.), "Fra Dolcino. Nascita, vita e morte di un'eresia medievale". Milano, Jaca Book, 2004.
- Centro Studi Dolciniani, Fra Dolcino e gli Apostolici tra eresia, rivolta e roghi. Roma, DeriveApprodi, 2000. ISBN 88-87423-35-0.
- Corrado Mornese. Eresia dolciniana e resistenza montanara. Roma, DeriveApprodi, 2002. ISBN 9788887423914.
- Alberto Bossi, " Fra Dolcino, Gli Apostolici e la Valsesia " . Borgosesia, Ed.  Corradini 1973.
- Gabriella Pantò, "Contro fra Dolcino. Lo scavo delle postazioni vescovili nel Biellese",  ed. DOCBI Centro Studi Biellesi, 1995.

## Ligações externos
- Centro Studi dolciniani
- RASSA:località di rifugio dell'eretico Dolcino (Valsesia)
- itinerario escursionistico alla Parete Calva, rifugio di Fra' Dolcino in Valsesia
- itinerario escursionistico ai luoghi di Fra' Dolcino nel Biellese
- http://gesustorico.altervista.org/ilsecondomessia.htm
- L'eresia dolciniana, un movimento comunista primitivo